# Marianne Hagan
Marianne Hagan (ur. 1966) – amerykańska aktorka filmowa, telewizyjna i teatralna.

## Filmografia

### Filmy kinowe/wideo
- 2009: Breadcrumbs jako Angie
- 2006: Dead Calling jako Sharon Falkman
- 2003: Rick jako Laura
- 2002: Life Document 2: Identity jako Jessica
- 2001: Dinner and a Movie jako Katie Semelhack
- 1997: Chyba tak... (I Think I Do) jako Sarah
- 1995: Halloween 6: Przekleństwo Michaela Myersa (Halloween: The Curse of Michael Myers) jako Kara Strode

### Seriale TV
- 2001: Prawo i porządek: Zbrodniczy Zamiar (Law & Order: Criminal Intent) jako Susan Colter (gościnnie)
- 2000–2004: Nie ma sprawy (Ed) (gościnnie)
- 1999–2005: Brygada ratunkowa (Third Watch) jako Linda (gościnnie)
- 1999: Prawo i bezprawie (Law & Order: Special Victims Unit) jako Erin Sena/pani Sellers (gościnnie)
- 1995: New York News jako Cheryl Singer (gościnnie)
- 1994–2004: Przyjaciele (Friends) jako Joanne (gościnnie)
- 1993–1996: SeaQuest (SeaQuest DSV) jako Cynthia Westphalen (gościnnie)
- 1993–1999: Wydział zabójstw Baltimore 3 (Homicide: Life on the Street) jako Lucy Carey (gościnnie)
- 1990: Prawo i porządek (Law & Order) jako Marcie Donner (gościnnie)